# 刘长子
刘长子（？—1466年），里籍不详，明朝川鄂荆襄流民起义领袖。
成化元年（1465年），刘长子与刘通、石和尚在湖广承宣布政使司房县（今湖北省房县）率荆襄（江陵、襄阳）流民起义，拥刘通为汉王，以石和尚为谋主，刘长子、苗龙、苗虎为羽翼。成化二年（1466年）闰三月，刘通在南漳（今湖北襄阳市西南）被俘遇害。石和尚和刘长子率部转攻四川东部，连克巫山县、大昌县、万县、奉节县、云阳县等州县。十月，石和尚、刘长子聚众巫山，被包围，饷绝，白圭遣指挥张英往诱降。刘长子接受诱降，绑缚着石和尚请降。十一月，刘长子和石和尚一起被凌迟处死。